# MELODY (福山雅治の曲)
『MELODY/BABY BABY』（メロディー/ベイビーベイビー）は、福山雅治7枚目のシングル。1993年6月2日に発売された。発売元はBMGビクター（現・Ariola Japan）

## 解説
前作「約束の丘」からおよそ7か月ぶりとなるシングル。
現在、公式サイトのディスコグラフィーや音楽配信サイトなどでは、「MELODY」と「BABY BABY」の両A面として扱われているが、CDパッケージの背表紙のタイトル部では「MELODY」のみが表記されており、オリコンでも「MELODY」の単独A面とされている。また、「BABY BABY」のカラオケトラックは収録されなかった。
オリコンシングルチャートは「Good night」以来2度目となるチャートTOP10入りを記録し、チャート順位・累計売上枚数ともに、当時の自己記録を更新。また、本作よりオリコンシングルチャートに連続しTOP10入りを続けている。
この年、福山は「MELODY」でNHK『第44回NHK紅白歌合戦』に初出場。

## 収録曲
1. MELODY
（作詞・作曲：福山雅治 / 編曲：斎藤誠）
ロッテ『新作ロッテガム』CMソング。
売れるシングルを作りたいと思って制作した初めての曲である[2]。というもの、前作「約束の丘」で思うように世間の反応が得られなかったためである。イントロが出た瞬間からリアクションがあるものを意識して制作した[2]。
ミュージックビデオが制作されており、2010年に発売されたベストアルバム『THE BEST BANG!!』初回限定盤付属のDVDに収録されている（音源はリミックスされたものになっている）。
2. BABY BABY
（作詞・作曲：福山雅治 / 編曲：斎藤誠）
毎日放送『テレビのツボ』オープニングテーマ。
遊びの中に、ロックが刻み込めないか？と思いトライした曲[2]。この頃からロックというのは、姿勢で表すことよりも心の中に持っていれば良いと思えるようになっていったという[2]。
間奏のギター・ソロは、福山が弾いている。
なお福山のA面シングルでは、初めてマイナー・コード（短調）を採用の楽曲である。
3. MELODY Original Karaoke

## ミュージシャン
| MELODY - Drums:NORIYASU KAWAMURA - Bass:SHUNSUKE TSUNODA - Guitar:SUSUMU OSADA - Keyboards:YOSHINOBU KOJIMA - Percussions:TAKURO KONNO - Tenor Sax:MITSURU KANEKUNI - Computer & Synthesizer Programming:HITOSHI ANBAI - Backing Vocals:KAZUHITO MURATA / MAI YAMANE | BABY BABY - Drums:NORIYASU KAWAMURA - Bass:SHUNSUKE TSUNODA - Guitar:MASAHARU FUKUYAMA - Guitars:SUSUMU OSADA / MAKOTO SAITO - Keyboards:YOSHINOBU KOJIMA |

## 収録アルバム
MELODY
- Calling
- M-COLLECTION 風をさがしてる
- MAGNUM COLLECTION 1999 "Dear"
- THE BEST BANG!!

BABY BABY
- M-COLLECTION 風をさがしてる